# えいご漬け
えいご漬け（えいごづけ）はプラトが開発した英語タイピングゲーム。2002年に第1作が発売されてからこのジャンルとしては異例のヒット商品となっている。収録されている単語は、桐原書店「データベース3000 基本英単語・熟語」のものを使用。
本項では、任天堂より発売された同タイトルのニンテンドーDS用ソフト、及びドワンゴが提供している携帯電話向けアプリについても解説する。

## 紹介
本ゲームは聴こえてきた英単語・英文をタイピングする、および日本文を英語に訳しタイピングするゲームである。

## PC版
以下のソフトウェアがある。対応機種はWindows 98～XP・Macintosh。
えいご漬け
2002年9月13日発売。ディクテーション（聴き書き）を導入し、異例のヒット商品に。
えいご漬け 改訂版
2005年8月5日発売。旧版に英作文・チェックマーク機能を追加。
えいご漬け 文法/語順
2005年4月23日発売。語順と構造・文法の理解に特化したトレーニング編。
えいご漬け ルールと、しくみ
2005年12月14日発売。「文法/語順」のバージョンアップ版で、ディクテーション機能・トータル練習機能を追加。
えいご漬け2回戦
2003年2月25日発売。基本内容は同じだが、上級者向けの問題が収録されている。
えいご漬け+対話
2003年9月19日発売。旺文社「英単語・熟語 DIALOGUE1800」のデータを使用し、日常会話のディクテーションを重視した内容に。
こうぶん漬け
2005年8月5日（「えいご漬け 改訂版」と同時）発売。長文の読解力を養成する。

## ニンテンドーDS版
パッケージ版
英語が苦手な大人のDSトレーニング えいご漬け
2006年1月26日に発売された。ニンテンドーDSに附属のタッチペンを使用し、聴こえてきた英単語・英文を書き取る。

英語が苦手な大人のDSトレーニング もっとえいご漬け
2007年3月29日には続編も発売されている。

DSiウェア版
リズムで鍛える 新しいえいご漬け やさしい会話編
2009年5月27日ダウンロード販売開始
販売価格 800円
リズムで鍛える 新しいえいご漬け ネイティブ会話編
2009年6月24日ダウンロード販売開始
販売価格 800円

## 携帯電話版
プラトが開発、ドワンゴが提供を行っている。NTTドコモ、au、ソフトバンクモバイルの携帯に対応している。
なお携帯電話版では、平松昭子が描いたキャラクターを使用している。